# Luis María Echeberría Igartua
Luis María Echeberría Igartua (Erandio, Biscaia, 24 de març de 1940 - Getxo, Biscaia, 19 d'octubre de 2016), també conegut com a Koldo Etxeberria o Etxeberria, fou un futbolista professional basc de la dècada de 1960 i principis de 1970 que jugava com a defensa. Va jugar a Primera Divisió 11 temporades seguides amb l'Athletic Club de Bilbao, amb el qual va guanyar una Copa d'Espanya. Va ser internacional amb la selecció espanyola, amb la qual va participar en la Copa del Món de 1962, a l'Europa de 1964 (torneig que va guanyar) i a l'Eurocopa de 1968.

## Clubs
| Club          | Anys      |
| ------------- | --------- |
| CD Basconia   | 1960-1961 |
| Athletic Club | 1961-1972 |
| Barakaldo CF  | 1972-1973 |

## Palmarès
Amb l'Athletic Club:
- Copa del Generalíssim (1): 1968-1969

Amb la selecció espanyola:
- Eurocopa (1): 1964